# Knopstaartgekko's
Knopstaartgekko's, ook wel nierstaartgekko's (Nephrurus) zijn een geslacht van hagedissen die behoren tot de gekko's en de familie Carphodactylidae.

## Naam en indeling
De wetenschappelijke naam van de groep werd voor het eerst voorgesteld door Albert Günther in 1876. Er zijn tien soorten, de soort Nephrurus cinctus werd tot 2020 gezien als een ondersoort van Nephrurus wheeleri.
De geslachtsnaam Nephrurus betekent vrij vertaald 'nier-staart'.

## Uiterlijke kenmerken
De hagedissen bereiken een lichaamslengte van ongeveer 10 tot 12 centimeter en vallen op door de zeer korte en dikke staart die eindigt in een langwerpig uiteinde met hieraan een opvallende bolvormige, verdikking. Dit geldt alleen voor de originele staart, de staart kan worden afgeworpen en groeit dan weer aan maar is kleiner en dunner. Op de huid zijn vaak uit-stekende bultjes aanwezig. De kop is groot en gewelfd, de ogen zijn relatief groot en hebben een verticale pupil. De poten zijn relatief lang en dun, ze dragen wel klauwtjes maar geen hechtlamellen zoals bij veel andere gekko's voorkomt.

## Levenswijze
Alle soorten zijn typische bodembewoners die een hol graven of in de holen van andere gravende dieren leven. Op het menu staan zowel ongewervelden als kleine gewervelde dieren. Bij verstoring richten ze zich op en sperren ze de bek open waarbij een luid gepiep wordt geproduceerd.

## Verspreiding en habitat
Knopstaartgekko's komen endemisch voor in delen van Australië en leven hier in de staten New South Wales, Noordelijk Territorium, Queensland, West-Australië en Zuid-Australië. De habitat bestaat uit rotsige omgevingen, droge tropische en subtropische scrublands, gematigde en hete woestijnen, gematigde scrublands en bossen, gematigde en droge tropische en subtropische graslanden, grotten en zanddduinen langs de kust.

## Beschermingsstatus
Door de internationale natuurbeschermingsorganisatie IUCN is aan negen soorten een beschermingsstatus toegewezen. De hagedissen worden beschouwd als 'veilig' (Least Concern of LC).

## Soorten
Het geslacht omvat de volgende soorten, met de auteur en het verspreidingsgebied.
| Naam                  | Auteur          | Verspreidingsgebied                                                                             |
| --------------------- | --------------- | ----------------------------------------------------------------------------------------------- |
| Nephrurus amyae       | Couper, 1994    | Australië (Noordelijk Territorium)                                                              |
| Nephrurus asper       | Günther, 1876   | Australië (Noordelijk Territorium, Queensland, West-Australië)                                  |
| Nephrurus cinctus     | Storr, 1963     | Australië (West-Australië)                                                                      |
| Nephrurus deleani     | Harvey, 1983    | Australië (Zuid-Australië)                                                                      |
| Nephrurus laevissimus | Mertens, 1958   | Australië (Noordelijk Territorium, West-Australië, Zuid-Australië)                              |
| Nephrurus levis       | De Vis, 1886    | Australië (New South Wales, Noordelijk Territorium, Queensland, West-Australië, Zuid-Australië) |
| Nephrurus sheai       | Couper, 1994    | Australië (Noordelijk Territorium)                                                              |
| Nephrurus stellatus   | Storr, 1968     | Australië (West-Australië, Zuid-Australië)                                                      |
| Nephrurus vertebralis | Storr, 1963     | Australië (West-Australië, Zuid-Australië)                                                      |
| Nephrurus wheeleri    | Loveridge, 1932 | Australië (West-Australië)                                                                      |